# Ceratophysella morula
Ceratophysella morula är en urinsektsart som beskrevs av Louis Deharveng och C. Bourgeois 1991. Ceratophysella morula ingår i släktet Ceratophysella och familjen Hypogastruridae. Inga underarter finns listade i Catalogue of Life.